# Chiesa dei Santi Pietro e Paolo (Ostellato)
La chiesa dei Santi Pietro e Paolo è la parrocchiale di Ostellato nell'Unione dei comuni Valli e Delizie in provincia di Ferrara. Fa parte del vicariato di San Cassiano dell'arcidiocesi di Ferrara-Comacchio e la sua storia inizia nel X secolo.

## Storia
La prima chiesa di Ostellato, citata nel 997, viene descritta come un'importante pieve. In seguito l'edificio viene ancora ricordato e descritto come posto accanto accanto alla torre campanaria che si alza al centro dell'abitato. Occorre attendere il XVII secolo perché diventi necessaria la costruzione di un nuovo luogo di culto di maggiori dimensioni che possa venire incontro alle necessità dei fedeli. L'edificazione, a circa 200 metri dalla chiesa primitiva, viene realizzata grazie al contributo dei consoli reggenti il comune Giacinto Azzolini e Giovan Battista Tommasi e del vescovo di Comacchio Alfonso Pandolfi e la sua solenne consacrazione viene celebrata nel 1638.
Nel 1797 la facciata fu interessata da alcuni lavori di consolidamento e nel 1907 venne rifatta la pavimentazione della sala. Durante le fasi finali della seconda guerra mondiale l'edificio venne danneggiato dai bombardamenti alleati e fu necessario, nel secondo dopoguerra, procedere alla sua ricostruzione.
Attorno al 1969 fu realizzato l'adeguamento liturgico con la sistemazione della mensa rivolta al popolo è posta nel presbiterio e la sistemazione dell'ambone.
 La pavimentazione della sala è stata rifatta nel 2000.

## Descrizione

### Esterni
La chiesa si trova al centro dell'abitato di Ostellato e ha la facciata a salienti suddivisa dalla cornice marcapiano in due ordini. In quello inferiore, tripartito da quattro lesene, si trovano i tre portali d'ingresso, sormontati da timpani semicircolari e una finestra, mentre in quello superiore, affiancato da due volute e coronato dal frontone, c'è la grande finestra che porta luce alla sala e due nicchie con statue. La torre campanaria è isolata ed appartiene alla chiesa primitiva.

### Interni
L'interno è suddiviso in tre navate da pilastri, abbelliti da lesene doriche e sorreggenti archi a tutto sesto. La navata centrale ha volta a botte mentre le laterali hanno volta a crociera. Il presbiterio è leggermente rialzato e l'abside ha base semicircolare.